# Balthasar Walther (Philologe)
Balthasar Walther, auch Balthasar Gualtherus, (* 1. Mai 1586 in Allendorf; † 15. November 1640 in Braunschweig) war ein deutscher Philologe und lutherischer Theologe.

## Leben
Walther war der Sohn des Allendorfer Pfarrers Johann Walther († 5. Oktober 1597 in Allendorf) und dessen 1574 geheirateter Frau Margaretha Heider († 5. Oktober 1597 in Allendorf), Tochter des Pfarrers in Blankenburg Leonhard Heider. Am 2. Mai 1586 wurde er getauft. Er besuchte die Grundschule seines Geburtsortes. Im Alter von elf Jahren verlor er beide Eltern. Seine Erziehungsberechtigten schickten ihn 1600 auf die Schule in Frankenhausen und ab 1602 besuchte er die Schule in Neustadt an der Orla. Am 3. September 1603 bezog er das Gymnasium Gymnasium Illustre in Gotha, welches unter der Leitung des Rektors Andreas Wilke (1562–1631) stand.
Am 3. Februar 1606 begann er ein Studium der philosophischen und theologischen Wissenschaften an der Universität Jena und erwarb am 5. August 1606 den akademischen Grad eines Magisters mit dem Prädikat cum laude. Seine Studien setzte er 1607 an der neugegründeten Universität Gießen fort, wo Balthasar Mentzer der Ältere, Johannes Winckelmann und Christoph Helwig seine Lehrer wurden. Ab 1608 studierte er wieder in Jena.
1610 beabsichtigte er an die Universität Wittenberg zu wechseln. Jedoch erhielt er im selben Jahr das Angebot, die Professur der griechischen Sprache zu übernehmen, welche Aufgabe er am 6. Oktober antrat. Zudem erhielt er am 6. April 1612 die Professur der hebräischen Sprache, wurde Dekan der philosophischen Fakultät und war im Sommersemester 1615 Rektor der Alma Mater. 1621 erhielt er nach absolvierter Probepredigt ein Angebot als Superintendent in Gotha, wozu er am 29. Juli 1621 in Jena ordiniert wurde und am 1. August des Jahres sein kirchliches Amt antrat. Nachdem er am 24. und 16. April 1636 Probepredigten in Braunschweig abgehalten hatte, wurde ihm die Stelle des Superintendenten von Braunschweig übertragen. Als er und seine Familie am 10. Juli des Jahres dort eingetroffen waren, hielt er eine Woche später, am 17. Juli seine dortige Antrittspredigt. Jedoch wirkte er in Braunschweig nicht mehr lange. Nachdem er zwei Schlaganfälle erlitten hatte, starb er. Am 20. November 1640 wurde sein Leichnam in der Braunschweiger Sankt Martinikirche beigesetzt, wo man ihm ein Epitaph errichtete, das auch sein Porträt zeigt.

## Familie
Walther war zwei Mal verheiratet. Seine erste Ehe schloss er am 17. Juni 1613 in Friedrichroda mit Barbara Hoffmann (* 13. März 1597 in Friedrichroda; † 4. Oktober 1628 in Gotha), der Tochter des Bürgermeisters von Friedrichroda Johann Hoffmann und dessen Frau Anna († 1598), Tochter des Kaufmanns in Wiegeleben Hans Trübenbach. Aus der Ehe stammen acht Kinder, wovon drei Söhne und eine Tochter jung verstarben. Von den Kindern kennt man:
- Balthasar Walther († jung in Jena)
- Anna Margaretha Walther verh. 13. Oktober 1634 mit den Diakon in Gotha Mag. Johann Strobel (* um 1600 in Gotha; † 1. April 1670 ebd.)
- Johann Christian Walther (* 1618 in Jena; † 18. August 1639 in Braunschweig) 1624 Uni. Jena h. c.
- Johann Balthasar Walther, Uni. Helmstedt,
- Johann Heinrich Walther (get. 9. Juli 1623 in Gotha), Schüler Braunschweig
- Johann Christoph Walther (get. 11. Juni 1626 in Gotha; † 10. September 1626 ebd.)
- Ottilia Walther (get. u. † 3. September 1627 in Gotha)
- Johannes Walther (get. u. † 3. September 1627 in Gotha)

Seine zweite Ehe schloss er am 25. August 1629 in Gotha mit Elisabeth Purgold, der Witwe des Esaias Sorge und Tochter eines Gothaer Ratsherrn. Aus der Ehe sind keine Kinder bekannt.

## Veröffentlichungen (Auswahl)
- Quaestionum miscellarum Enneas tertia. Jena 1609 (digitale-sammlungen.de).
- Enneades quaestionum miscellarum, ex universa philosophia depromptarum decem: in quibus non pauca contra orthodoxe religionis adversarios explicantur. Jena 1611 (slub-dresden.de).
- Problemata Hebraica, Chald. Syriaca, Graeca, controversias de papae Romani primatu, ut & de antichristo concernentia: deprompta ex S. Scriptura V. et N. Testamenti. Jena 1612 (digitale-sammlungen.de).
- Problemata miscella proskaira ex historia passionis & resurrectionis dominicae V. & N. T. depromta. Jena 1612 (digitale-sammlungen.de).
- Aeternae Memor. Illustrissimae & Celsissimae Principi … Dn. Dorotheae Mariae Duci Saxoniae, Natae Principi Anhaltinae … Quae obiit D. V. Augusti … A. XLIII. Dies XVI. Hoc virtutum matronalium … Speculum Purissimum, lucidissimum, In Templo Academiae Ienensis Attentis PP. Academicorum & Studiosorum lectissimorum oculis exhibuit, D. XV. M. Augusti A. M.D.CXVII. Subiectissimo studio & adfectu M. Balthasar Gualtherus S. Lingg. Prof. Pub. Jena 1617.
- Exercitationum ad repetitionem historiae ecclesiasticae institutarum prima, de iubilaeo Romano: Laelio Zechio, theologo, pontificio, & I. U. D., opposita. Jena 1617. ( digitale-sammlungen.de).
- Cunae Immanuelis Deihominis: aliquot diatribis elenchticis iamolim exornatae: In quibus ludicra quaedam Papanae superstitionis crepundia, ad lucem S. Scripturae authenticae statuuntur. Jena 1617 (uni-jena.de).
- Diatribe elenchtica de imper. Constantini M. Baptismo, donatione & legatione ad concilium Nicoenum Oecumenicum. Jena 1618 (slub-dresden.de).
- Lutherus Natus, Denatus: In Solenni panegyri Academiae Jenensis A Papicolarum calumniis strictim vindicatus. Jena 1618 (digitale-sammlungen.de).
- Parentatio In honorem & memoriam … D. Leopoldi Hackelmanni …: Publice habita In Academia Ienensi. Jena 1620 (uni-jena.de).
- Christliche TrawrPredigt: Bey ansehnlicher Leichbegängnüß Des … Herrn Heinrich Ricken/ Bürgemeisters allhier der Alten Stadt Braunschweig/ Welcher den XXV. Decembris dieses 1639. Jahrs Am Ersten ChristFestage/ Nachmittags zwischen zweyen und drey Uhren … verschieden/ und folgendes Sontages in der Kirchen zu S. Martin … bestattet worden/ Gehalten. Braunschweig 1640 (diglib.hab.de).
- Christliche Leichpredigt: Bey Ansehenlicher Begräbnüß: Deß … Herrn/ Herman Schraders/ Wolverdienten Bürgemeisters dieser Stadt Braunschweig: Welcher den 22. Octobr. Anno 1639. … verschieden/ Und … in der Kirchen zu S. Catharinen … beygesetzet worden: Gehalten. Braunschweig 1640 (diglib.hab.de).